# Wallworkoppia trimucronata
Wallworkoppia trimucronata är en kvalsterart som först beskrevs av Wallwork 1961.  Wallworkoppia trimucronata ingår i släktet Wallworkoppia och familjen Oppiidae. Inga underarter finns listade i Catalogue of Life.